# Eschenbach (Delme)
Der Eschenbach ist ein Fließgewässer in der Samtgemeinde Harpstedt im Landkreis Oldenburg in Niedersachsen.
Die Quelle des fünf Kilometer langen Baches liegt südwestlich von Klein Henstedt in der Klein Henstedter Heide. In südlicher Richtung fließend unterquert er die A 1. Nördlich von Schulenberg vorbei nach Osten fließend vereinigt sich der Eschenbach mit dem aus Süden kommenden Grünbach. Über einen gemeinsamen Unterlauf münden beide Bäche nördlich bei Prinzhöfte von links in die Delme.
Um 2008 wurde das ehemals trostlose, kanalisierte Nebengewässer der Delme in ehrenamtlicher Arbeit und in Kooperation mit dem Ochtumverband wieder in einen Bach verwandelt, der Lebensraum für Tiere und Pflanzen bietet. 